# Zespół stawów w Budzie Stalowskiej
Zespół stawów w Budzie Stalowskiej – zespół stawów rybnych zlokalizowany na północ i północny wschód od Budy Stalowskiej w województwie podkarpackim (powiat tarnobrzeski).

## Historia
Rozległy kompleks 29 zbiorników wodnych powstał w okresie międzywojennym. Po wojnie eksploatowany był przez Państwowe Gospodarstwo Rybne w Budzie Stalowskiej. Z uwagi na wartość przyrodniczą, w 1990 zaproponowano tu i na terenie okalających lasów oraz łąk, utworzenie rezerwatu przyrody albo użytku ekologicznego kategorii ornitologicznej, wodno-leśnej.

## Charakterystyka
Akweny położone na Równinie Rozwadowskiej, w północnej części Kotliny Sandomierskiej, mają łączną powierzchnię 711 hektarów, z czego w 1996 w użytkowaniu pozostawało 574 hektary. Poszczególne stawy mają powierzchnię od 2,5 do 87 hektara, a ich głębokość waha się pomiędzy 0,5, a 1 metr (akweny narybkowe) oraz 1-2,5 metra (akweny produkcyjne).
Stawy założono na aluwialnym podłożu piaszczysto-żwirowym, zalegającym na nieprzepuszczalnych, trzeciorzędowych iłach krakowieckich. Panuje tu klimat o cechach pośrednich między kotlinami podgórskimi i nizinami. Średnia roczna temperatura wynosi 7,9 °C, a przeciętna ilość opadów atmosferycznych waha się w przedziale od 575 do 725 mm/rok. Akweny zasilane są w 80% przez rzekę Łęg, a w 20% przez czwartorzędowe wody gruntowe zalegające na głębokości 1-2 metrów. Połączone są skomplikowanym systemem kanałów nawadniających, z których główny to Kanał Klewiec. Kanał odwadniający odprowadza wody do rzeki Karasiówki. Część kanałów jest mocno spłycona, zarośnięta zwartym szuwarem, z wkraczającą roślinnością zaroślową i leśną.
W 1996 wody charakteryzowały się ponadnormatywnym skażeniem bakteriologicznym oraz zakwaszeniem, co było niekorzystne w procesie hodowli ryb.

## Przyroda
W 1996 na terenie zespołu stwierdzono stanowiska 31 zespołów w 77 facjach i osiem bliżej nie określonych fitosocjologicznie zbiorowisk roślinnych. Reprezentowały one siedem klas, osiem rzędów i dwanaście związków zespołów roślinności wodnej i nawodnej. W przebadanych fitocenozach występowało 157 gatunków roślin (142 zielne, dziesięć drzew i krzewów, cztery mszaki i jedną ramienicę). Największą powierzchnię zajmowały dwa zespoły: Phragmitetum communis i Typheum augustifoliae. Regionalnie interesujące asocjacje roślin wodnych i nawodnych to m.in.: Salvinietum natantis, Scirpetum maritimi, Charetum coronatae, Potamogetonetum compressi, Potamogetonetum graminei oraz facja wgłębki wodnej w zespole Caricetum gracilis.

## Toponimia
Nazwy poszczególnych stawów, poczynając od północy:

- Stawy Kosiarzowe II
- Stawy Kosiarzowe I
- Malinów
- Lisie Jamy II
- Lisie Jamy I
- Miechy Środkowe,
- Miechy Dolne,
- Cyranki II,
- Cyranki I,
- Pańska Łąka II,
- Pańska Łąka I,
- Gliniki I-VI,
- Nowaków Dół,
- Miechy Zachodnie,
- Rogowe Bardo,
- Pogrzewacz,
- Staw Legiertów,
- Stawy Zimochowe I-VI,
- Stary Staw[1].